# نیکو ویلیامز
نیکولاس ویلیامز آرتوئر (به اسپانیایی: Nicholas Williams Arthuer)؛ زادهٔ ۱۲ ژوئیهٔ ۲۰۰۲) بازیکن فوتبال اهل اسپانیا است که برای باشگاه فوتبال اتلتیک بیلبائو در لا لیگا و تیم ملی اسپانیا بازی می‌کند. او برادر اینیاکی ویلیامز است.

## آمار ملی
| اسپانیا | اسپانیا | اسپانیا | اسپانیا |
| سال     | بازی    | گل      | پاس گل  |
| ------- | ------- | ------- | ------- |
| ۲۰۲۲    | ۷       | ۱       | ۱       |
| ۲۰۲۳    | ۴       | ۱       | ۳       |
| ۲۰۲۴    | ۹       | ۲       | ۲       |
| ۲۰۲۵    | ۱       | ۱       | ۱       |
| مجموع   | ۲۶      | ۵       | ۷       |

### گل‌های ملی
| شماره | تاریخ          | ورزشگاه میزبان         | بازی ملی | حریف     | نتیجه | رقابت                               |
| ----- | -------------- | ---------------------- | -------- | -------- | ----- | ----------------------------------- |
| ۱     | ۱۷ نوامبر ۲۰۲۲ | امان                   | ۳        | اردن     | ۳–۱   | دوستانه                             |
| ۲     | ۸ سپتامبر ۲۰۲۳ | دینامو آرنا            | ۹        | گرجستان  | ۷–۱   | مقدماتی جام ملت‌های اروپا ۲۰۲۴       |
| ۳     | ۳۰ ژوئن ۲۰۲۴   | راین انرژی             | ۱۷       | گرجستان  | ۴–۱   | جام ملت‌های اروپا ۲۰۲۴               |
| ۴     | ۱۴ ژوئیه ۲۰۲۴  | ورزشگاه المپیک برلین   | ۲۰       | انگلستان | ۲–۱   | فینال جام ملت‌های اروپا ۲۰۲۴         |
| ۵     | ۵ ژوئن ۲۰۲۵    | ورزشگاه مرسدس بنز آرنا | ۲۶       | فرانسه   | ۵–۴   | نیمه نهایی لیگ ملت‌های اروپا ۲۵-۲۰۲۴ |